# Rally de Argentina de 2012
El Rally de Argentina de 2012 fue la 32.ª edición y la quinta ronda de la temporada 2012 del Campeonato Mundial de Rally. Se celebró en los alrededores de Villa Carlos Paz, Córdoba, entre el 27 y el 29 de abril. Fue también la tercera ronda del Campeonato de Producción.
El piloto de Ford, Jari-Matti Latvala, sufrió un pequeño accidente mientras practicaba esquí de fondo por lo que fue baja para el rally. En su lugar el piloto de Prodrive, Dani Sordo fue el elegido para sustituirle. La prueba fue dominada por los pilotos de Citroën: Sébastien Loeb y Mikko Hirvonen copando las dos primeras plazas del podio, siendo la victoria número 70 para Loeb. El tercer puesto se lo llevó Mads Østberg gracias al abandono de Dani Sordo en el último tramo, al sufrir una rotura en el alternador de su Ford Fiesta WRC. El otro piloto de Ford, Petter Solberg solo pudo ser sexto, pero logró sumar ocho puntos más tres extra en el Powerstage y estableció un nuevo récord en el Campeonato del Mundo, completando 150 rally consecutivos puntuando.

## Itinerario y ganadores
| Día                  | Tramo | Hora  | Tramo                          | Distancia | Ganador          | Tiempo  | Vel. media  | Líder rally    |
| -------------------- | ----- | ----- | ------------------------------ | --------- | ---------------- | ------- | ----------- | -------------- |
| Días 1-2 (26–27 Abr) | SS1   | 20:08 | SSS Amarok 1                   | 6.04 km   | Petter Solberg   | 4:54.9  | 73.73 km/h  | Petter Solberg |
| Días 1-2 (26–27 Abr) | SS2   | 7:28  | La Pampa / La Pampa 1          | 37.51 km  | Sébastien Loeb   | 23:12.5 | 96.97 km/h  | Petter Solberg |
| Días 1-2 (26–27 Abr) | SS3   | 8:21  | Ascochinga / Agua de Oro 1     | 51.88 km  | Petter Solberg   | 37:50.7 | 82.25 km/h  | Petter Solberg |
| Días 1-2 (26–27 Abr) | SS4   | 12:46 | La Pampa / La Pampa 2          | 37.51 km  | Sébastien Loeb   | 22:56.3 | 98.11 km/h  | Mikko Hirvonen |
| Días 1-2 (26–27 Abr) | SS5   | 13:39 | Ascochinga / Agua de Oro 2     | 51.88 km  | Sébastien Loeb   | 37:21.8 | 83.31 km/h  | Sébastien Loeb |
| Días 1-2 (26–27 Abr) | SS6   | 17:23 | Cosquín / Villa Allende        | 19.18 km  | Mikko Hirvonen   | 13:36.7 | 84.54 km/h  | Sébastien Loeb |
| Día 3 (28 Abr)       | SS7   | 8:30  | San Agustín / Santa Rosa 1     | 20.18 km  | Sébastien Loeb   | 12:41.3 | 95.42 km/h  | Sébastien Loeb |
| Día 3 (28 Abr)       | SS8   | 9:18  | Amboy / Santa Mónica 1         | 20.33 km  | Mikko Hirvonen   | 10:40.5 | 114.26 km/h | Sébastien Loeb |
| Día 3 (28 Abr)       | SS9   | 10:31 | Intiyaco / Golpe de Agua 1     | 39.74 km  | Mikko Hirvonen   | 22:48.1 | 104.57 km/h | Sébastien Loeb |
| Día 3 (28 Abr)       | SS10  | 14:44 | San Agustín / Santa Rosa 2     | 20.18 km  | Petter Solberg   | 12:32.3 | 96.57 km/h  | Sébastien Loeb |
| Día 3 (28 Abr)       | SS11  | 15:32 | Amboy / Santa Mónica 2         | 20.33 km  | Petter Solberg   | 10:30.4 | 116.10 km/h | Sébastien Loeb |
| Día 3 (28 Abr)       | SS12  | 16:45 | Intiyaco / Golpe de Agua 2     | 39.74 km  | Petter Solberg   | 22:36.2 | 105.49 km/h | Sébastien Loeb |
| Día 3 (28 Abr)       | SS13  | 20:08 | SSS Amarok 2                   | 6.04 km   | Thierry Neuville | 4:49.4  | 75.13 km/h  | Sébastien Loeb |
| Día 4 (29 Abr)       | SS14  | 8:00  | Matadero / Ambul               | 65.74 km  | Petter Solberg   | 38:16.0 | 103.08 km/h | Sébastien Loeb |
| Día 4 (29 Abr)       | SS15  | 9:51  | Mina Clavero / Giulio Cesare 1 | 17.41 km  | Petter Solberg   | 15:38.1 | 66.81 km/h  | Sébastien Loeb |
| Día 4 (29 Abr)       | SS16  | 10:32 | El Cóndor / Copina             | 16.32 km  | Petter Solberg   | 13:17.5 | 73.67 km/h  | Sébastien Loeb |
| Día 4 (29 Abr)       | SS17  | 14:07 | Mina Clavero / Giulio Cesare 2 | 17.41 km  | Petter Solberg   | 15:29.3 | 67.44 km/h  | Sébastien Loeb |
| Día 4 (29 Abr)       | SS18  | 14:48 | El Cóndor / Casilla Negra      | 11.16 km  | Petter Solberg   | 9:37.6  | 69.56 km/h  | Sébastien Loeb |
| Día 4 (29 Abr)       | SS19  | 15:21 | Copina (Power stage)           | 4.15 km   | Petter Solberg   | 2:32.9  | 97.71 km/h  | Sébastien Loeb |

### Power Stage
| Pos | Piloto            | Tiempo   | Difer. | Veloc. media | Puntos |
| --- | ----------------- | -------- | ------ | ------------ | ------ |
| 1   | Petter Solberg    | 2:32.915 | 0.000  | 97.7 km/h    | 3      |
| 2   | Mikko Hirvonen    | 2:34.063 | +1.148 | 97.0 km/h    | 2      |
| 3   | Nasser Al-Attiyah | 2:34.470 | +1.555 | 96.8 km/h    | 1      |

## Clasificación final
| Pos.    | Piloto            | Copiloto             | Automóvil                      | Tiempo    | Diferencia | Puntos  |
| General | General           | General              | General                        | General   | General    | General |
| ------- | ----------------- | -------------------- | ------------------------------ | --------- | ---------- | ------- |
| 1.      | Sébastien Loeb    | Daniel Elena         | Citroën DS3 WRC                | 5:34:38.8 | 0.0        | 25      |
| 2.      | Mikko Hirvonen    | Jarmo Lehtinen       | Citroën DS3 WRC                | 5:34:54.0 | 15.2       | 18+2    |
| 3.      | Mads Østberg      | Jonas Andersson      | Ford Fiesta RS WRC             | 5:37:49.2 | 3:10.4     | 15      |
| 4.      | Martin Prokop     | Zdeněk Hrůza         | Ford Fiesta RS WRC             | 5:44:24.1 | 9:45.3     | 12      |
| 5.      | Thierry Neuville  | Nicolas Gilsoul      | Citroën DS3 WRC                | 5:45:56.4 | 11:17.6    | 10      |
| 6.      | Petter Solberg    | Chris Patterson      | Ford Fiesta RS WRC             | 5:46:41.0 | 12:02.2    | 8+3     |
| 7.      | Sébastien Ogier   | Julien Ingrassia     | Škoda Fabia S2000              | 5:47:04.1 | 12:25.3    | 6       |
| 8.      | Evgeny Novikov    | Denis Giraudet       | Ford Fiesta RS WRC             | 5:55:49.0 | 21:10.2    | 4       |
| 9.      | Nasser Al-Attiyah | Giovanni Bernacchini | Citroën DS3 WRC                | 6:03:01.4 | 28:22.6    | 2+1     |
| 10.     | Ott Tänak         | Kuldar Sikk          | Ford Fiesta RS WRC             | 6:11:58.3 | 37:19.5    | 1       |
| PWRC    |                   |                      |                                |           |            |         |
| 1.(11.) | Benito Guerra     | Borja Rozada         | Mitsubishi Lancer Evolution X  | 6:12:00.6 | 0.0        | 25      |
| 2.(13.) | Nicolás Fuchs     | Fernando Mussano     | Mitsubishi Lancer Evolution X  | 6:16:19.7 | 4:19.1     | 18      |
| 3.(14.) | Valeriy Gorban    | Andriy Nikolaiev     | Mitsubishi Lancer Evolution IX | 6:18:45.2 | 6:44.6     | 15      |
| 4.(15.) | Marcos Ligato     | Rubén Garcia         | Subaru Impreza WRX STI         | 6:25:00.0 | 12:59.4    | 12      |
| 5.(16.) | Gianluca Linari   | Nicola Arena         | Subaru Impreza WRX STI         | 6:40:24.8 | 28:24.2    | 10      |
| 6.(17.) | Ezequiel Campos   | Cristian Winkler     | Mitsubishi Lancer Evolution X  | 6:47:27.4 | 35:26.8    | 8       |
| 7.(18.) | Subhan Aksa       | Hade Mboi            | Mitsubishi Lancer Evolution X  | 6:47:44.9 | 35:44.3    | 6       |
| 8.(23.) | Lorenzo Bertelli  | Lorenzo Granai       | Mitsubishi Lancer Evolution IX | 7:35:06.4 | 1:23:05.8  | 4       |